# Fighter Wing Skrydstrup
Fighter Wing Skrydstrup (FWSKP) er Flyvevåbnets kampfly-wing og består af to eskadriller; 727 og 730. Begge eskadriller benytter F-16 Fighting Falcon og i alt råder wingen over 30 kampfly samt et antal skolefly af typen T-17 Supporter. FWSKP er baseret på Flyvestation Skrydstrup hvor man beskæftiger cirka 850 mand. Flyvestationen ligger i Haderslev Kommune.